# Spoorlijn Deventer - Ommen
De spoorlijn Deventer - Ommen is de voormalige spoorlijn die Deventer en Ommen met elkaar verbond. De spoorlijn werd in 1910 geopend door de Overijsselsche Lokaalspoorweg-Maatschappij Deventer - Ommen (OLDO).
Op 15 mei 1935 werd de spoorlijn gesloten wegens onvoldoende belangstelling en kort daarna opgebroken. Plannen om de lijn vanaf Ommen door te trekken naar Hoogeveen en de lijn daarmee meer levensvatbaarheid te geven zijn nooit uitgevoerd. Na de sluiting werd een vervangende busdienst met grotendeels dezelfde route ingelegd door de firma A.H. Hardon uit Deventer, die in 1942 is opgegaan in autobusonderneming Salland.

## Stations
Langs de lijn lagen de volgende stations:
| Station         | Geopend | Gesloten            | Gebouw                                                                                                 |
| --------------- | ------- | ------------------- | --- |
| Deventer        | 1865    | -                   | 1914, SS, 2e gebouw, uniek ontwerp van Menalda van Schouwenburg                                        |
| Boksbergerweg   | 1891    | 1919 (vermoedelijk) | In eerste instantie geen, maar vanaf 1922 zijn een abri, voetbrug en gebouwtje op de locatie zichtbaar |
| De Platvoet     | 1891    | 1927                | geen                                                                                                   |
| Diepenveen Oost | 1910    | 1935                | geen, type OLDO-groot, afgebroken in 1986                                                              |
| Hoek            | 1910    | 1933                | geen                                                                                                   |
| Eikelhof        | 1910    | 1935                | 1909, type OLDO-klein, nu woonhuis                                                                     |
| Hiethaar        | 1911    | 1911                | geen                                                                                                   |
| Wesepe          | 1910    | 1935                | 1909, type OLDO-klein, nu woonhuis                                                                     |
| Pleegste        | 1910    | 1933                | geen                                                                                                   |
| Langkamp        | 1910    | 1935                | geen                                                                                                   |
| Raalte          | 1881    | -                   | 1978, NS, 2e gebouw, Standaardtype Douma                                                               |
| Linderte        | 1910    | 1926                | geen                                                                                                   |
| Crisman         | 1910    | 1926                | geen                                                                                                   |
| Posthoorn       | 1910    | 1933                | geen                                                                                                   |
| Lemelerveld     | 1910    | 1935                | geen, type OLDO-groot, afgebroken in 1940                                                              |
| Dalmsholte      | 1910    | 1933                | geen                                                                                                   |
| Ommen           | 1903    | -                   | 1903, NOLS, 1e gebouw, type NOLS 2e klasse                                                             |

De stations Deventer, Boksbergerweg, De Platvoet, Raalte en Ommen waren al eerder geopend bij de opening van andere spoorlijnen.
De stations van de OLDO werden samen met de spoorlijn gesloten op 15 mei 1935. De enige nog bestaande stationsgebouwen van de OLDO zijn Eikelhof en Wesepe.

## Restanten
Er zijn nog diverse restanten van de voormalige spoorlijn te vinden:
- In Diepenveen aan de Boschhoekweg bevindt zich een tegeltableau die de voormalige locatie van station Diepenveen Oost markeert.
- Station Eikelhof bevindt zich aan de Boxbergerweg 74 in Olst.
- Aan de Raalterweg 41 in Wesepe.
- Op diverse punten in het landschap is de voormalige spoordijk nog te herkennen en zijn nog objecten te vinden zoals hectometerpaaltjes.[4]

### Afbeeldingen

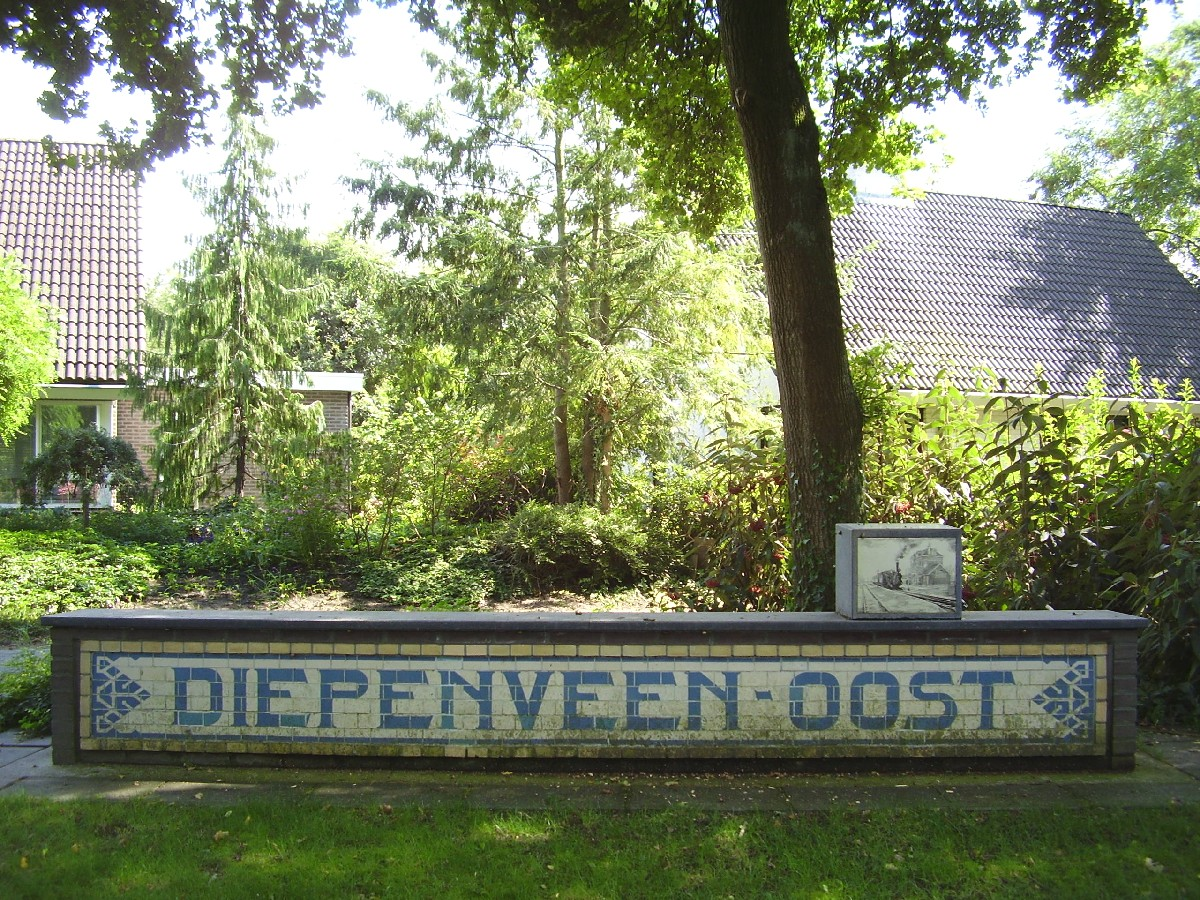
Tegeltableau bij Station Diepenveen Oost
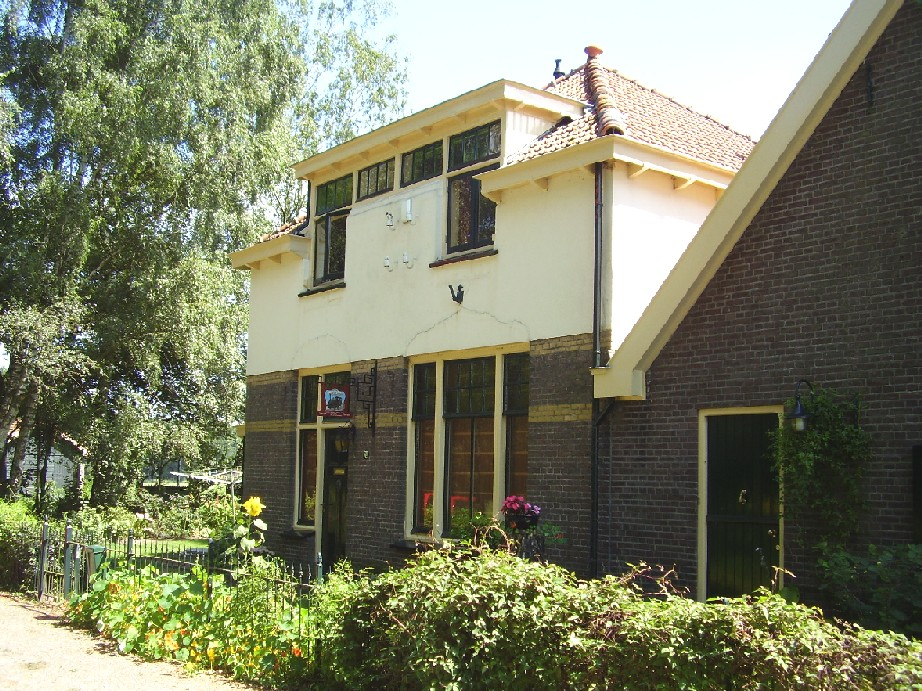
Voormalig stationsgebouw van Halte Eikelhof
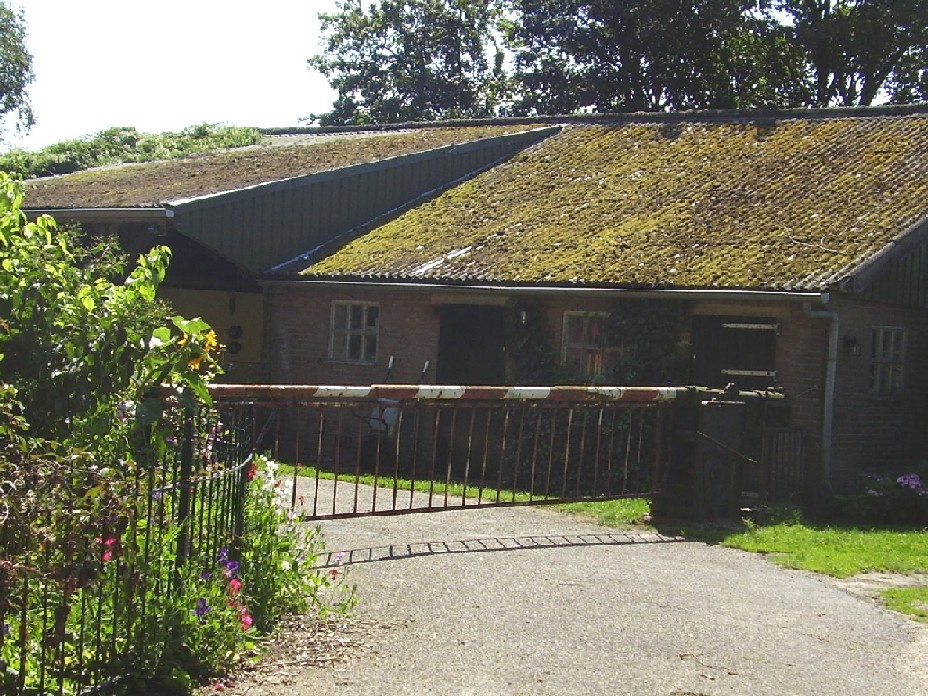
Een oude slagboom bij Halte Eikelhof
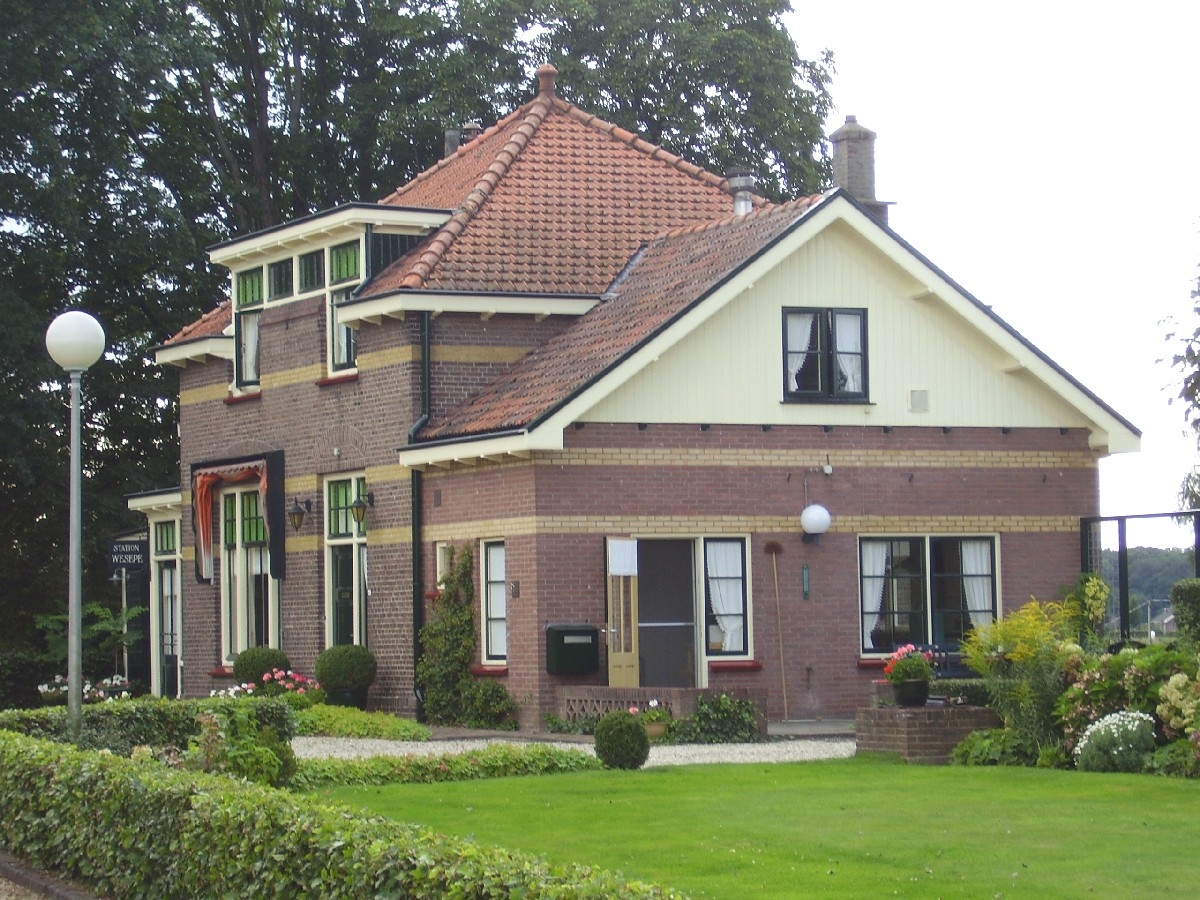
Voormalig stationsgebouw van Station Wesepe
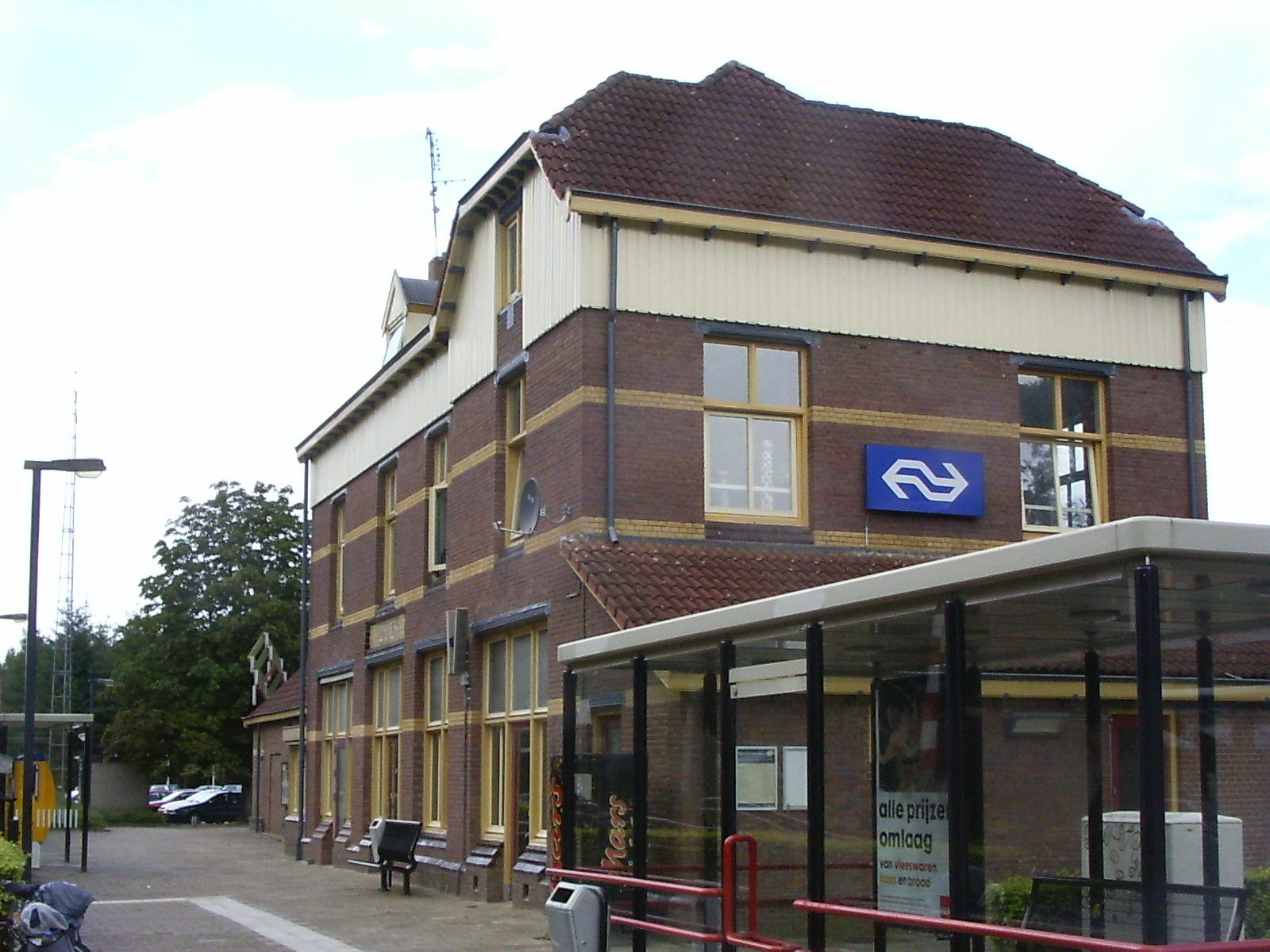
Station Ommen

0,0: Deventer ·
0: Boksbergerweg ·
2: De Platvoet ·
4: Diepenveen Oost ·
5: Hoek ·
8: Eikelhof ·
9: Hiethaar ·
10: Wesepe ·
13: Pleegste ·
18: Langkamp ·
19: Raalte ·
22: Linderte ·
23: Crisman ·
26: Posthoorn ·
28: Lemelerveld ·
32: Dalmsholte ·
38: Ommen